# Хайнрих I фон Лехсгемюнд
Хайнрих I фон Лехсгемюнд (на немски: Heinrich I von Lechsgemünd; * ок. 1070; † 11 март 1142) е граф на Лехсгемюнд-Фронтенхаузен в Бавария.

## Биография
Той е големият син на граф Хайнрих фон Лехсгемюнд († 7 август 1078 убит при Мелрихщат)/ или на граф Куно фон Хорбург-Лехсгемюнд (ок. 1058 – ок. 1085)/ и съпругата му Ирмгард фон Рот († 1101), дъщеря и наследничка на Куно I фон Рот, пфалцграф на Бавария († 1086), и Ута фон Дисен-Андекс († 1086). Внук е на Куно I фон Лехсгемюнд († 1091/1094) и Матилда фон Ахалм-Хорбург († 1092/1094), дъщеря на граф Рудолф фон Ахалм († ок. 1050) и Аделхайд фон Мьомпелгард-Вюлфлинген? († сл. 1052).
Брат е на Куно II Младши фон Хорбург († 1139), Ото II цу Мьорен († пр. 1144) и на Рихилда фон Лехсгемюнд († сл. 1127), омъжена за Куно I фон Мьодлинг († 1097).
Хайнрих I фон Лехсгемюнд има много собствености в Пустертал. През 1133/1335 г. Хайнрих I фон Лехсгемюнд и съпругата му Луикардис основават манастир Кайзхайм и след смъртта му е погребан там.
Той воюва и изгонва своя братовчед граф Бертхолд фон Лехсгемюнд-Бургек († пр. 1123). Той притеснява 1142 г. манастир Рот, който е защитаван от папа Инокентий II.
Графовете фон Лехсгемюнд са могъщ франкско-баварски благороднически род през Средновековието с първоначална резиденция в Марксхайм. Те управляват Зуалафелдгау от замъка им Лехсенд (Лехсгемюнд), намиращ се на река Лех. Регенсбургските търговци обаче разрушават замъка, понеже не са съгласни с техните мита. Графската фамилия се мести след това в съседния Грайзбах, днес част от Марксхайм, и започват да се наричат графове фон Лехсгемюнд-Грайзбах. През 1327 г. умира последният мъжки представител на род Лехсгемюнд с Гебхард III фон Грайзбах като епископ на Айхщет. През 1342 г. цялата собственост на графовете фон Лехсгемюнд попада на Вителсбахите.

## Фамилия
Хайнрих I фон Лехсгемюнд-Фронтенхаузен се жени за Луитгард/Луикардис († 4 февруари сл. 1135/сл. 1163). Те имат три деца:
- Фолкрат фон Лехсгемюнд († 1145/пр. 1160, убит в битка), граф на Лехсгемюнд, женен за Лиутгард фон Фобург († 25 септември 1148)
- Конрад († сл. 16 март 1182?), граф на Лехсгемюнд, Фронтенхаузен, Зулцау, Митерзил
- Хайнрих II фон Фронтенхаузен († 26 януари 1208), граф на Фронтенхаузен, Митерзил, Ратенберг, женен за графиня Аделхайд фон Плайн († 6 януари), баща на Конрад IV фон Фронтенхаузен, епископ на Регенсбург (1204 – 1226) и от 1205 г. канцлер на крал Филип Швабски.